# Hamadruas pupulus
Hamadruas pupulus là một loài nhện trong họ Oxyopidae.
Loài này thuộc chi Hamadruas. Hamadruas pupulus được Tord Tamerlan Teodor Thorell miêu tả năm 1890.